# 린 (2006년)
린 (2006년 4월 12일~ )은 일본의 가수인데, 2023년 1월 2일 이후부터는 걸 그룹 〈tripleS(트리플에스)〉의 구성원으로 활동하고 있다.
2023년 12월 21일에 공개된 모드하우스 소속의 걸그룹 tripleS의 S17 멤버이다.

## 활동이력
- NXT - Just Do It (23.10.11)